# Quarterly Review
Il Quarterly Review è stato una rivista politico-letteraria inglese fondata nel marzo 1809 (sebbene il primo numero riporti come data febbraio), a cura della casa editrice londinese di John Murray. La pubblicazione si prefiggeva di controbilanciare l'influenza sull'opinione pubblica dell'Edinburgh Review.

## Storia
Il primo editore che ne curò l'edizione fu William Gifford e presto ebbe tra i collaboratori John Wilson Croker, George Canning, Robert Southey e Walter Scott. Sotto Gifford il giornale seguiva una linea liberale-conservatrice, sia negli affari interni che esteri. Si opponeva alle riforme politiche, ma supportava, per esempio, l'emancipazione cattolica, l'abolizione graduale della schiavitù e la liberalizzazione del commercio. In una serie di articoli Southey promosse una filosofia progressista per una riforma sociale.
Uno degli articoli più famosi del Quarterly fu il graffiante attacco, a lungo ritenuto di Gifford, ma poi rivelatosi di Croker, contro l'Endimione di John Keats, che Shelley e Byron accusarono, erroneamente, di aver portato alla prematura morte il poeta.
Sul Review scrisse una volta anche Ugo Foscolo. Sotto la direzione di John Gibson Lockhart il Quarterly alleggerì la presenza della filosofia e politica nelle sue pagine.
Il giornale venne pubblicato fino al 1967, per rinascere poi nel 2007 in una pubblicazione dallo stesso titolo, edita da Derek Turner.